# Arthur Francis Smith
Sir Arthur Francis Smith, britanski general, * 9. december 1890, † 8. avgust 1977.